# Roller Hockey League
De Roller Hockey League was een Belgische rolhockeycompetitie.

## Historiek
De laatste editie vond plaats in 1999. Vervolgens traden Belgische clubs aan in de BeNe League.